# Nostra Signora di Costantinopoli

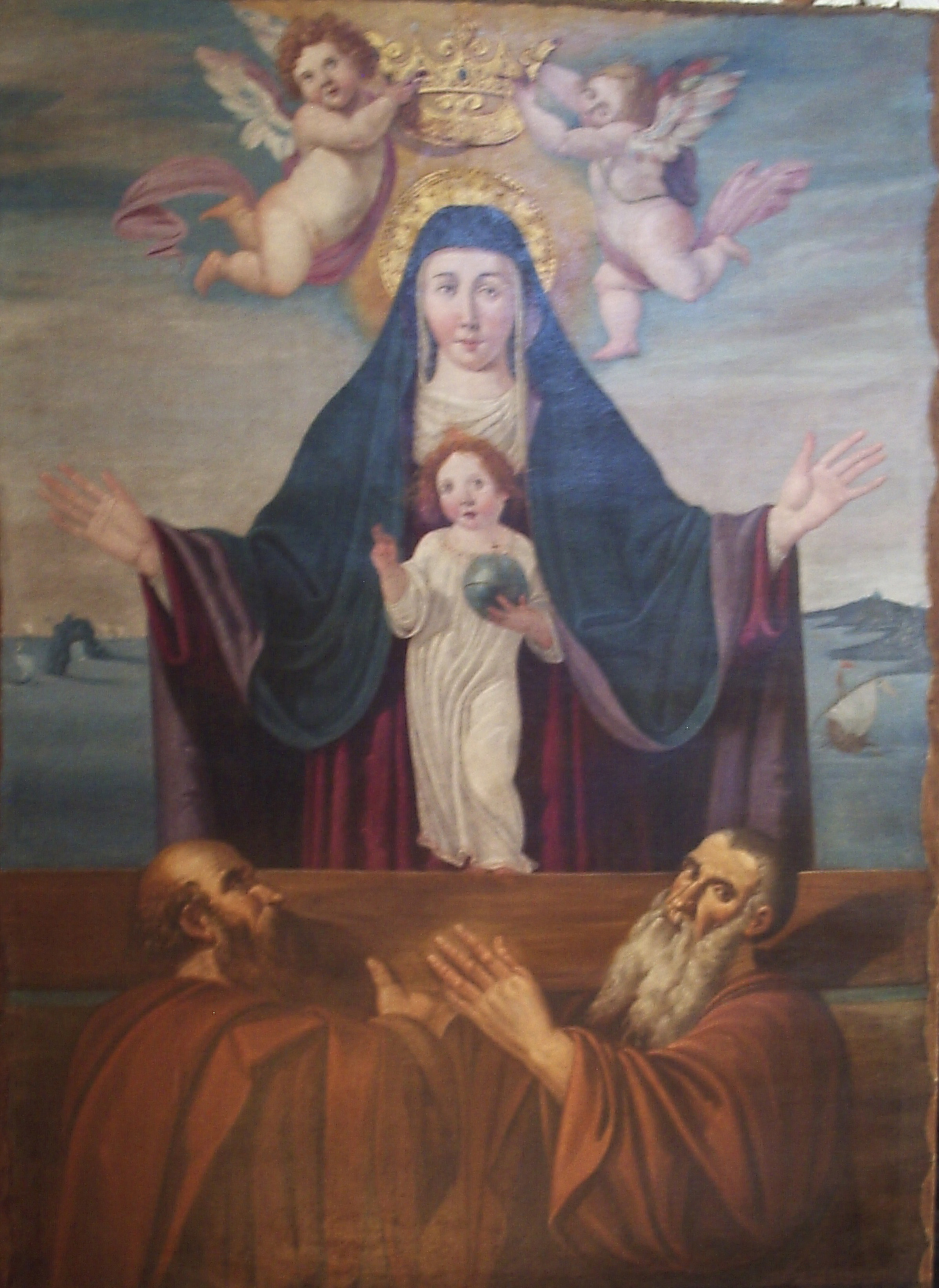
Immagine di Nostra Signora di Costantinopoli venerata a Nepi

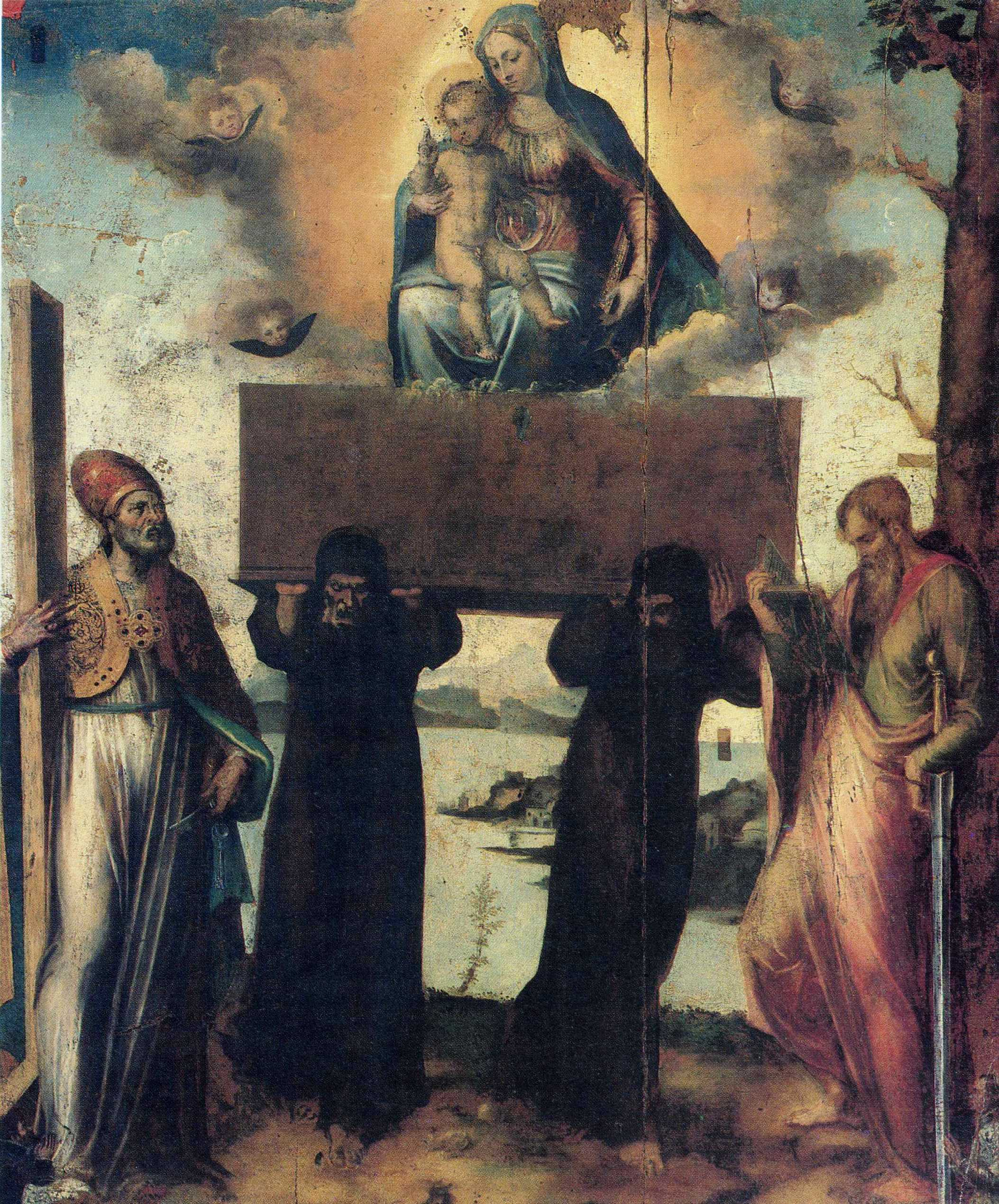
La Madonna di Costantinopoli (d'Itria) venerata nella chiesa di Santa Caterina di Valverde a Messina

Il titolo mariano di Nostra Signora di Costantinopoli è generalmente legato all'arrivo in Occidente di venerate immagini della Vergine portate da monaci in fuga da Bisanzio, prima a causa delle persecuzioni iconoclaste e poi per la caduta di Costantinopoli.

## Iconografia
Essendo il titolo legato a immagini di origine bizantina, le varie Madonne di Costantinopoli sono repliche dei più comuni esemplari iconografici orientali: la Blachernitissa (Maria in atteggiamento di orante, a volte con l'immagine clipeata del bambino Gesù all'altezza del ventre), l'Odigitria (la Vergine che regge in braccio il Figlio e lo indica), la Nikopoia (Maria seduta in posizione frontale, con il bambino in grembo), l'Eleusa (variante dell'Odigitria, con la Vergine che accosta la guancia a quella di Gesù) e diverse varianti di quest'ultima come la Glicofilusa e la Pelagonitissa.
Nelle leggende dell'arrivo di tali icone in Occidente, ricorre il topos letterario di due calogeri (monaci) che portano in salvo via mare l'immagine della Vergine nascosta in una cassa: per questo motivo, nelle rappresentazioni di Nostra Signora di Costantinopoli spesso la figura di Maria con il bambino Gesù appare spuntare da una cassa portata in spalla da due anziani religiosi.

## Apparizioni
La Chiesa cattolica e la Chiesa ortodossa riconoscono almeno quattro apparizioni mariane nell'antica capitale dell'Impero romano d'Oriente.

### A Leone I il Trace (455)
Nel 455, secondo la tradizione, il futuro imperatore Leone I, in qualità di soldato, stava accompagnando un cieco in una passeggiata fuori città, quando avrebbe prima sentito una voce chiamarlo dall'alto, poi visto la Vergine Maria. L'apparizione gli avrebbe predetto la sua futura elezione al trono imperiale e la guarigione del cieco dalla propria disabilità, nonché avrebbe esortato l'erezione di un santuario in suo nome. Dopo il compimento delle profezie, Leone I fece costruire una chiesa sul luogo della riferita mariofania.

### A un giovane ebreo (552)
Nel 552 la Madonna sarebbe apparsa a un bambino ebreo per motivarlo, con successo, a rifuggire dai maltrattamenti del padre. Il bambino e sua madre si sarebbero fatti battezzare in seguito all'evento.

### Alla cittadinanza (626)
Nel 626 il patriarca Sergio I fece appello alla popolazione affinché invocasse con lui l'intercessione a Maria per resistere all'assedio persiano. All'undicesimo giorno sarebbe stata avvistata una signora dall'aspetto nobile, affiancata da due serve, diretta da una chiesa verso l'accampamento dei persiani; gli astanti l'avrebbero scambiata per l'imperatrice, in missione diplomatica. La donna sarebbe scomparsa dopo aver effettuato una deviazione nel proprio tragitto; ciò avrebbe scatenato una non meglio precisata bagarre nel campo nemico, tale da far desistere i Persiani dall'assedio. I fedeli della città interpretarono l'evento come un intervento della Madonna, camuffata da nobildonna.

### Alla madre di santo Stefano il Giovane (714)
Secondo l'agiografia, i genitori del futuro santo Stefano il Giovane avevano difficoltà nel concepire figli e la donna, in particolare, si recava assiduamente in chiesa per pregare Maria di intercedere per una sua gravidanza. Nel 714, Maria le sarebbe apparsa comunicandole
Nel corso dell'anno la donna partorì Stefano e lo consacrò a Dio; il bambino fu un sacerdote, avversatore dell'iconoclastia, che morì martire.

## Celebrazioni
Santa Maria di Costantinopoli è patrona del comune di Pietramontecorvino (FG) dove le celebrazioni si svolgono annualmente il 18 Agosto da oltre un secolo. La statua che si porta in processione è stata acquistata nel 1924 in sostituzione di una più antica già presente nella Congrega del Santo Rosario a Pietramontecorvino. Attualmente è conservata nella Chiesa di Santa Maria Assunta.